# Gadouan-Zagoréta
Gadouan-Zagoréta est une localité de l'ouest de la Côte d'Ivoire et appartenant au département de Daloa, dans la Région du Haut-Sassandra. La localité de Gadouan-Zagoréta est un chef-lieu de commune.